# Успенский храм (Владимировская)
Успенский храм — церковь в станице Владимировская, Красносулинского района Ростовской области. Шахтинская и Миллеровская епархия, Сулинское благочиние Московского Патриархата Русской Православной Церкви.
Адрес храма: Россия, Ростовская область, Красносулинский район, станица Владимировская.

## История
Успенский храм станицы Владимировской является первым православным храмом, построенным в нынешнем Красносулинском районе Ростовской области.
Успенский храм был построен в 1830 году до образования Владимировского населенного пункта. Он относился к слободе Новоивановке, которая позже отошла к станице Владимировской.
Храм строился на средства жены подполковника, Марии Ивановны Бобриковой и прихожан. Церковь была деревянная на каменном фундаменте. В церкви не было колокольни — колокола были повешены на столбах.
В 1874 году в станице решили построить новую церковь, сруб старой продали в 1877 году в хутор Свинарев Усть-Белокалитвенской станицы. Новую деревянную церковь построили в 1874 году на средства казака Степана Шевырева. Новая церковь была также деревянной, на каменном фундаменте, однопрестольной. Строительство церкви обошлось в 18500 рублей.
Храм стоял на Московско-Кавказском тракте, соединявшим столицы Москву и Санкт-Петербург с Доном, Кубанью и Кавказом, поэтому рядом с ним построили постоялый двор для путешественников. На дворе в своё время останавливались А. С. Пушкин, Николай I и Александр II, которые посещали построенный Успенский храм.
В конце XIX — начале XX веков в приходе Успенской церкви действовали церковно-приходских школы: Владимировская, Прохоровско-Кундрюченская и Калиновско-Осиповская. Школы работали на средства Донской епархии и местных прихожан.
В годы Гражданской войны владимирские станичники выступили против большевиков, сформировали конный полк. Это являлось причиной репрессий сельчан. Здесь трижды проходило расказачивание, часть казаков репрессировали.
В 1920-е годы Успенский храм был закрыт, его некоторое время использовали как склад.
Во время Великой Отечественной войны, при немецкой оккупации, в 1942 году храм открыли для богослужений. Повторно храм был закрыт в 1950-е годы в нём разместили дом культуры.

## Священнослужители
- Дьяченко Василий Тихонович (1861—1880).
- Мартынов Григорий Иванович (1880—1900).
- Борисов Василий Андреевич (1900—1907).
- Попов Николай Викторович.